# گیلرمو سانتوس
گیلرمو سانتوس (به پرتغالی: Guilherme Oliveira Santos) مدافع اهل برزیل است که در شهر Jequié و در تاریخ ۵ فوریهٔ ۱۹۸۸ به دنیا آمده‌است.
گیلرمو سانتوس در تیم‌های فوتبال واسکو دوگاما سابقهٔ حضور دارد.